# 臺北榮民總醫院蘇澳分院
臺北榮民總醫院蘇澳分院（簡稱蘇澳榮民醫院）為國軍退除役官兵輔導委員會所轄下之地區性醫院之一，位於臺灣宜蘭縣蘇澳鎮，為宜蘭的溪南地區唯一的公立醫院，服務範圍以蘇澳鎮、南澳鄉為主。

## 歷史
蘇澳分院最初為「蘇澳榮譽國民之家」，原址在蘇澳鎮巔腳路97號。1958年7月，位於現址的新院完工，並在同年8月改為「臺灣蘇澳肺結核醫院」，於同年9月再改稱「臺灣蘇澳榮民醫院」，奉令以收療肺結核的榮民病患為主，並由臺灣省政府衛生處代管。1961年8月1日，臺灣蘇澳榮民醫院改制為復健中心。
1975年6月6日，改制為綜合醫院「行政院國軍退除役官兵輔導委員會蘇澳榮民醫院」。1984年12月，開始對外門診服務。2011年1月1日，改制為「臺北榮民總醫院蘇澳分院」。

## 科別
- 內科部：新陳代謝科、胃腸科、心臟內科、腎臟內科、感染科、家庭醫學科、胸腔內科等
- 外科部：一般外科、整形外科、大腸直腸外科、骨科、泌尿科、眼科、麻醉科等
- 精神科：成人精神科、兒童青少年精神科、老年精神科、社區復建精神科
- 神經復健部：神經外科、神經內科、復健科
- 婦產科
- 小兒科
- 牙科
- 急診醫學科
- 護理部：急性病房、慢性病房、急診、門診、手術室、加護病房、洗腎室、護理之家。